# Memorial Avelino Camacho
El Memorial Avelino Camacho fue una prueba ciclista amateur, encuadrada en la Copa de España del Porvenir, que se disputaba en la localidad asturiana de Lugo de Llanera y que organizaba desde 1999, el Club Ciclista Santufirme durante el mes de agosto. La prueba nació en el año 1989 fue consolidándose durante los años, llegando a convertirse en la más importante de esta categoría en Asturias y un referente a nivel nacional. Dejó de disputarse en el 2013 debido a los problemas económicos que acarreaba su organización y a la  pérdida de sus principales patrocinadores.
En el palmarés de la prueba han inscrito sus nombres ciclistas de la talla de Santi Pérez, Alejandro Valverde, Beñat Intxausti o el desaparecido Xavi Tondo; y otros que no vencieron pero si subieron al pódium como Alberto Contador o Carlos Barredo. Puede decirse que la mayoría de los grandes nombres del pelotón nacional actual han disputado alguna vez esta prueba, dando el salto a la profesionalidad al año siguiente de su participación.

## Palmarés desde 1999
| - 1999: Xavier Tondo - 2000: Santi Pérez - 2001: Alejandro Valverde - 2002: Julián Sánchez Pimienta - 2003: Jesús Martín - 2004: José Herrada - 2005: Óscar García-Casarrubios - 2006: Beñat Intxausti - 2007: Héctor Espasandín - 2008: Gorka Izagirre - 2009: David Gutiérrez Palacios - 2010: José Luis Cano - 2011: Yelko Gómez - 2012: Unai Iparragirre |

## Palmarés por países
| País   | Victorias |
| ------ | --------- |
| España | 13        |
| Panamá | 1         |